# Бромид европия(II)
Бромид европия(II) — неорганическое соединение, 
соль европия и бромистоводородной кислоты с формулой EuBr2,
белые кристаллы,
растворяется в воде,
образует кристаллогидраты.

## Получение
- Восстановление бромида европия(III) металлическим европием в вакууме или инертной атмосфере:

{\displaystyle {\mathsf {2EuBr_{3}+Eu\ {\xrightarrow {800-900^{o}C}}\ 3EuBr_{2}}}}
- Термическое разложение бромида европия(III) в вакууме:

{\displaystyle {\mathsf {2EuBr_{3}\ {\xrightarrow {900-1000^{o}C}}\ 2EuBr_{2}+Br_{2}}}}
- Реакция европия и дибромида ртути:

{\displaystyle {\mathsf {Eu+HgBr_{2}\ {\xrightarrow {700-800^{o}C}}\ EuBr_{2}+Hg}}}

## Физические свойства
Бромид европия(II) образует белые, тетрагональные, гигроскопичные кристаллы.
Растворяется в воде.
Образует кристаллогидраты переменного состава EuBr2•x H2O.
В вакууме возгоняется практически без разложения.